# Carlo Ignazio Monza
Carlo Ignazio Monza, přezdívaný Carlino (okolo 1680 Milán – 9. května 1739 Vercelli) byl italský hudební skladatel.

## Život
Je často zaměňován se skladatelem Carlo Monzou, který žil v Miláně v letech 1735–1801. Proslavil se zejména chrámovými skladbami a operami. Ucházel se neúspěšně o místo sbormistra v římském kostele S. Maria dell’Anima. 24. prosince 1724 hrál v papežském paláci a pracoval na zakázkách pro kardinála Pietra Ottoboniho. V posledních letech svého života byl kapelníkem v katedrále ve Vercelli (cattedrale di Sant'Eusebio).
Témata skladeb z Monzovy cembalové suity Pieces Modernes použil v roce 1920 Igor Fjodorovič Stravinskij při komponování baletu Pulcinella.

### Opery
- Paride ed Ida (1706 Benátky)
- Alessandro in Susa (1708 Benátky)
- Sidonio (libreto Pietro Pariati, 1714 Neapol)
- La principessa fedele (libreto Agostino Piovene, 1716 Messina)
- Oreto in trionfo (libreto Casimiro Costa-Signorelli, 1720 Palermo)
- La Circe in Italia (1717 karneval Řím, 1722 Palermo)
- La floridea regina di Cipro (1722 Ancona)
- Cambise (1724 Messina)
- Lucio Vero (1728 Macerata)

Jednotlivé árie v operách
- Scipione nelle Spagne
- Carlo in Allemagna (1719)
- Flavio Anicio Olibrio
- Il più fedel tra i vassalli
- Sesostri re d'Egitto
- La Tigrena (1724 Řím)